# Castelreng
Castelreng – miejscowość i gmina we Francji, w regionie Oksytania, w departamencie Aude.
Według danych na rok 1990 gminę zamieszkiwały 174 osoby, a gęstość zaludnienia wynosiła 16 osób/km² (wśród 1545 gmin Langwedocji-Roussillon Castelreng plasuje się na 734. miejscu pod względem liczby ludności, natomiast pod względem powierzchni na miejscu 704.).

## Zabytki
Zabytki w miejscowości posiadające status Monument historique:
- kościół Wniebowzięcia (Église de l'Assomption)